# Roger de Camois
Roger de Camois (ou Roger Camoys dans les sources anglo-saxonnes) est un chevalier anglais, homme d'armes et diplomate de la fin de la Guerre de Cent Ans, né vers 1406 et exécuté vers 1473. Titré Lord Camoys, il devient sénéchal de Gascogne et prend la tête des restes de l'armée du roi Henri VI en Guyenne après sa défaite à la bataille de Castillon et la mort de son connétable John Talbot. Il négocie alors avec l'amiral de France Jean de Bueil les conditions de retrait des dernières troupes anglaises du continent.
Il est exécuté à Calais lors de la guerre des Deux-Roses.

## Biographie
Roger de Camois est le fils cadet du baron Thomas de Camoys (en), né vers 1406 de sa seconde épouse Elizabeth Mortimer,. Il est originaire de Broadwater (en), dans le Sussex de l'Ouest.
Il s'est marié à deux reprises, avant le 3 mars 1437 avec une Isabel de patronyme inconnu qui meurt peu après le 26 novembre 1444, puis en 1448 avec sa concubine Isabel de Beaunoy, du diocèse de Rouen, grâce à une dispense papale. Il n'a pas de descendance connue. Le couple s'est installé à Calais.
Adoubé avant février 1427, il combat dans les rangs de l'armée anglaise au siège de Calais de 1436 ; il y est affecté à la garde de la porte de Boulogne. En 1443, il est capturé par les Français : pendant sa détention, dans des circonstances difficiles, la ville de Londres verse à sa femme Isabel une pension annuelle de 40 livres.
Il survit à la bataille de Castillon qui ruine le 17 juillet 1453 les derniers espoirs des insulaires sur le continent et coûte la vie à leur connétable John Talbot ; il prend alors le commandement des restes de l'armée, et le titre de sénéchal de Gascogne, jusqu'au 12 septembre 1453.
Avec le maire Henry Retford — lui aussi nommé par la Couronne d'Angleterre — il tente dans un premier temps d'organiser la défense des dernières places fortes anglaises dans le Bordelais : Bordeaux, Libourne, Cadillac et Blanquefort. Puis il engage des négociations avec les Français. Le 5 octobre 1453 il signe dans le château de Lormont — dit alors « hôtel de l'amiral » — avec l'amiral de France et chef du corps assiégeant Jean de Bueil le traité de capitulation de la ville. Ce traité, qui règle les conditions de départ des Anglais, autorise notamment tous leurs navires à quitter en sécurité le port de Bordeaux et l'estuaire de la Gironde, avec leur armement et leurs marchandises. Des sauf-conduits sont délivrés à ceux qui partent par les terres,,. Dans ce texte, Roger de Camois se présente comme chef de l'artillerie.
Dans la guerre des Deux-Roses, Roger de Camois prend parti contre le roi Henri VI, qui en 1455 accorde ses armes au comte de Salisbury Richard Neville. Quelques années plus tard il est interné à Calais. Le nouveau roi d'Angleterre lui confisque ses biens et son hôtel de Calais, et les attribue à Jean de La Lande, son ancien compagnon d'armes réfugié en Angleterre. Roger est exécuté vers 1473[réf. nécessaire].

## Note
Il est peut-être aussi le chef anglais qui[réf. nécessaire], ne recevant plus sa solde, qui conduit une bande de pillards qui dévaste la région d'Alençon et d'Exmes pendant l'été 1447.